# 賀川督明
賀川 督明（かがわ とくあき、1953年7月27日 - 2014年9月17日）は日本の実業家、グラフィックデザイナー、賀川記念館館長。祖父は社会運動家の賀川豊彦。

## 経歴
1953年、東京都生まれ。祖父である賀川豊彦の活動開始100年を機に「賀川豊彦献身100年記念事業」に参画。2008年、神戸にも拠点を設ける。2010年に賀川記念館（神戸市中央区）の館長に就任。社会福祉法人学校法人イエス団の理事、財団法人雲柱社の評議員、兵庫県ユニセフ協会の理事を務めた。カガワデザインワークショップ有限会社代表。
2014年9月17日、耳下腺癌の多発性転移のため61歳で死去。墓所は多磨霊園。